# Le Chansonnier
Le Chansonnier (titre original tchèque : Písničkář, titre anglais : Ballad-Singer) est un film tchécoslovaque réalisé par Svatopluk Innemann et Rudolf Myzet, sorti en 1932. 

## Fiche technique
- Titre original : Písničkář
- Titre : Le Chansonnier
- Réalisation : Svatopluk Innemann et Rudolf Myzet
- Scénario : Josef Hais-Týnecký, Karel Hašler, Přemysl Pražský
- Musique : Milos Smatek, Karel Hašler
- Directeur de la photographie : Karl Degl
- Montage : Antonín Zelenka
- Décors : Vilém Rittershain
- Assistant réalisateur : Frantisek Jerhot
- Ingénieur du son : Bedrich Poledník
- Pays d'origine :  Tchécoslovaquie
- Lieu de tournage : Prague
- Producteurs : Ladislav Hamr, Julius Schmitt
- Durée : 101 minutes
- Format : Noir et blanc - Mono
- Dates de sortie : 
  -  Tchécoslovaquie : 25 novembre 1932

## Distribution
- Karel Hašler
- Marie Sponarová
- Antonín Novotný
- Adolf Jerger
- Alfred Rittig
- Bedrich Vrbský
- Antonín Kandert
- Cenek Slégl
- Gustav Hilmar
- Boleslav Zöllner
- Zora Myslivecková
- Bedrich Bozdech
- Mila Dolly
- Miroslav Svoboda
- Václav Pecián
- Bobina Horká
- Luigi Hofman
- Theo Amady
- Bohdan Lachman
- Josef Novák
- Antonín Hodr
- Josef Oliak
- Robert Ford
- Viktor Nejedlý
- Karel Nemec
- Gabriel Hart
- Jaroslav Marvan
- Josef Steigl
- Ada Karlovský
- Rudolf Stahl
- Ferdinand Jarkovský
- Frantisek Ríha
- Josef Waltner
- Václav Menger
- Karel Schleichert
- F.X. Mlejnek
- Filip Balek-Brodský
- Emil Dlesk
- Antonín Jirsa
- Vladimír Vlasák
- Frantisek Jerhot
- Josef Sládek
- Karel Postranecký
- Josef Belský
- Josef Kytka
- Mario Karas
- Jan W. Speerger
- Otto Zahrádka
- Walter Schorsch
- Frantisek Cerný
- Josef Rousek
- Slávka Hamouzová
- Ladislav Hemmer
- Vojtech Musil
- Julius Vegricht
- Václav Hanus
- Vladimír Novotný
- Bohumil Smída
- Milka Balek-Brodská
- Jindrich Fiala
- Ruzena Pokorná
- Kamila Rosenkranzová
- Roza Schlesingerová
- Emanuel Trojan